# 佐藤晃 (スキージャンプ)
佐藤 晃（さとう あきら、1964年7月19日 - ）は、北海道京極町出身の元スキージャンプ選手。
駒澤大学附属岩見沢高等学校卒業後、東京美装興業に所属した。
1988年のカルガリーオリンピックの日本代表に選ばれて田尾克史、田中信一、長岡勝と共に団体出場したが11ヶ国中11位に終わった。個人では70m級で11位、90m級では38位となり日本勢4人の中で最も上位だった。また、1985年ノルディックスキー世界選手権の団体では渡瀬弥太郎, 西方千春, 秋元正博と共に6位となった。スキージャンプ・ワールドカップで10位以内に入ったことはわずか1回であるがその1回は1987年1月24日札幌大会での優勝である。1985/86, 1986/87, 1989/90と3シーズンに渡りジャンプ週間にも出場したが最高位は43位だった。現在は全日本スキー連盟の公認大会の競技委員などを務めることもある。

## 優勝記録
- 1983年
  - 第35回北海道高等学校スキー大会 70メートル級ジャンプ競技（倶知安町）[2]
  - 全日本スキー選手権大会ノルディックスキー・スペシャルジャンプ[3]
  - 倶知安町長杯全道ジャンプ大会[4]
- 1985年
  - 宮様スキー大会国際競技会ノルディックスキー・スペシャルジャンプ[5][6]
  - 第40回国民体育大会冬季大会スペシャルジャンプ[7]
- 1986年
  - HTBカップ国際スキージャンプ競技大会[8]
  - 第41回国民体育大会（えぞふじ国体）70m級 [9]
  - 名寄ピヤシリジャンプ大会[10]
  - クナイスル杯ジャンプ大会[11]
- 1987年
  - スキージャンプ・ワールドカップ札幌大会[12]
  - 全日本スキー選手権大会ノルディックスキー・スペシャルジャンプ（NHK杯ジャンプ大会兼）[13]
  - 宮様スキー大会国際競技会ノルディックスキー・スペシャルジャンプ[14]
- 1988年
  - 雪印杯全日本ジャンプ大会[15]
- 1990年
  - 全日本スキー選手権大会ノルディックスキー・スペシャルジャンプ[16]
  - 雪印杯全日本ジャンプ大会[17]
  - 倶知安町長杯全道ジャンプ大会[18]

　息子は佐藤稀一
※記録は「北海道新聞縮刷版」各年版に依る